# آبشارهای ریاندی
آبشارهای ریاندی (به لاتین: Riandahy Falls) یک آبشار در ماداگاسکار است که در ایهورومبه واقع شده‌است.